# Дон 24
«Дон 24» (стилизация ДОН 24) — российский региональный телеканал, вещающий из Ростова-на-Дону на всю территорию Ростовской области.

## О телеканале
«ДОН 24» — круглосуточный телеканал Ростовской области. Начал вещание на территорию Ростовской области 1 января 2016 года. Создан путем слияния двух государственных предприятий Ростовской области «Редакция газеты „Молот“» и «Редакция газеты „Сальская степь“», в результате которого появилось государственное предприятие Ростовской области «Дон-медиа», которому перешла лицензия на телевизионное вещание телеканала от ГУП РО "Редакция газеты «Сальская степь» от 18.06.2002 г. Первоначально вещание и первая студия информационного вещания были на ул. Суворова, 26. Однако по мере развития, роста численности персонала и увеличения производства программ, телеканал переехал в студийный комплекс по новому адресу: ул. Красноармейская, 188.
Аудитория телеканала «ДОН 24» — вся Ростовская область.
Эфир круглосуточного телеканала наполняют новости федерального и областного значения: информационные, культурно-просветительские, исторические, спортивные, музыкальные, развлекательные, образовательные, детские и молодёжные программы.
Решением Федеральной конкурсной комиссии по телерадиовещанию от 15 февраля 2017 года телеканал выбран обязательным общедоступным региональным телеканалом («21-я кнопка») Ростовской области.
В мае 2018 года телеканал перешёл на вещание в формате высокой чёткости (HD).
С 29 ноября 2019 года программы телеканала выходят на «ОТР» (ежедневно c 6:00 до 9:00 и с 17:00 до 19:00) в составе первого мультиплекса цифрового телевидения России на территории Ростовской области.

## Контент
На телеканале выходят различные телепередачи — «Новости», «Утро», «На звёздной волне», «Точка на карте», «Время местное», «Точки над i», «Тем более», «Дон Футбольный», «У нас в Ростове», «А мне охота да рыбалка», «85 минут. Итоги недели» и др. Кроме того, изредка телеканал показывает матчи футбольного клуба «Чайка» в прямом эфире, а также на постоянной основе записи матчей футбольного клуба «Ростов» непосредственно сразу после самих матчей с комментаторами холдинга «Матч!»